# Pyrausta intricatalis
Pyrausta intricatalis là một loài bướm đêm trong họ Crambidae.